# Elaenia dayi
Elaenia dayi là một loài chim trong họ Tyrannidae.